# YURIA
YURIA（ゆりあ、1967年10月10日 - ）は、日本の女性シンガーソングライター、ギタリスト、ベーシスト。大阪府出身。

## 略歴
1993年にロックユニットCublicの中澤有里子としてメジャーデビュー。
解散後にYURIA名義でソロ歌手としての活動をはじめ、多数のバンド・ユニット（Honey Bee・すいーつたんけんたい・第二文芸部・道頓堀ダイバーズ・Y-p-H・DRAWERS・PINKY DOODLE POODLE・re-in.Carnation∞YURIA）のメンバーとしてボーカル、作詞、作曲、ギター、ベースなどを兼任している。
また、音楽家としての活動のみならず、ラジオパーソナリティ、声優、ナレーター、コラム執筆など幅広く活動している。

## ディスコグラフィ

### シングル
|     | 発売日         | タイトル                 | 規格品番   | オリコン 最高位 |
| --- | -------------- | ------------------------ | ---------- | --------------- |
| 1st | 2002年11月22日 | WISH                     | LACM-4077  | 圈外            |
| ※   | 2003年8月6日   | 青空                     | PCCG-70005 | 48位            |
| ※   | 2004年12月29日 | Happy Tea Time           | HBMS-021   | 圈外            |
| 2nd | 2005年8月3日   | YOU                      | LACM-4207  | 圈外            |
| 3rd | 2005年11月23日 | ORIGINAL!                | LACM-4232  | 32位            |
| 4th | 2006年11月22日 | Remember memories        | LACM-4325  | 38位            |
| 5th | 2007年1月24日  | Happy Dream/Ageless Love | LACM-4346  | 53位            |
| 6th | 2009年11月25日 | Link-age                 | LACM-4682  | 80位            |
| 7th | 2010年12月22日 | guru∞guru                | LACM-4776  | 200位           |
| ※   | 2020年1月31日  | 色めく花、咲き誇る夏へ   |            | 位              |

### アルバム
| #   | 発売日         | タイトル | 規格品番  | オリコン 最高位 |
| --- | -------------- | -------- | --------- | --------------- |
| 1st | 2006年2月22日  | YURIA    | LHCA-5031 | 54位            |
| 2nd | 2007年11月21日 | YURIA2   | LHCA-5078 | 117位           |

### コンピレーション
| 発売日   | 商品名                                                                 | 歌                         | 楽曲                           | 備考                                                                 |
| 2003年   | 2003年                                                                 | 2003年                     | 2003年                         | 2003年                                                               |
| -------- | ---------------------------------------------------------------------- | -------------------------- | ------------------------------ | -------------------------------------------------------------------- |
| 9月26日  | Maple Colors オリジナルサウンドトラック                                | YURIA                      | 「Breakthrough Your Heart」    | PCゲーム『Maple Colors』オープニングテーマ                           |
| 9月26日  | Maple Colors オリジナルサウンドトラック                                | YURIA                      | 「出会いも別れも」             | PCゲーム『Maple Colors』エンディングテーマ                           |
| 12月26日 | 朱 -Aka- オリジナルサウンドトラック プリミティヴ                       | YURIA、佐藤裕美            | 「Desert-Duo」                 | PCゲーム『朱 -Aka-』イメージソング                                   |
| 2004年   |                                                                        |                            |                                |                                                                      |
| 3月26日  | 空色の風琴 VOCAL COLLECTION                                            | YURIA                      | 「蒼き月に」                   | PCゲーム『空色の風琴』関連曲                                         |
| 2005年   |                                                                        |                            |                                |                                                                      |
| 2月25日  | maiden’s rest 『処女はお姉さまに恋してる』オリジナルサウンドトラック   | YURIA                      | 「You make my day!」           | PCゲーム『処女はお姉さまに恋してる』オープニングテーマ               |
| 4月28日  | School Days VOCAL ALBUM                                                | YURIA                      | 「シークレット♥ザウルス」      | PCゲーム『School Days』エンディングテーマ                            |
| 2006年   |                                                                        |                            |                                |                                                                      |
| 6月23日  | Summer Days -サマーデイズ- 主題歌+オリジナルサウンドトラック           | YURIA                      | 「Summer Days」                | PCゲーム『Summer Days』オープニングテーマ                            |
| 2007年   |                                                                        |                            |                                |                                                                      |
| 3月28日  | サンセット・サンライズ                                                 | YURIA                      | 「ダーリン」                   | PCゲーム『エーデルワイス』伊吹芽衣イメージテーマ                     |
| 8月22日  | School Days Ending Theme+                                              | YURIA                      | 「Look at me」                 | テレビアニメ『School Days』第5話エンディングテーマ                   |
| 2008年   |                                                                        |                            |                                |                                                                      |
| 1月16日  | FairChild GM Original Soundtrack                                       | YURIA                      | 「Twinkle Love」               | PCゲーム『FairChild』イメージソング                                  |
| 3月26日  | milktub 15th ANNIVERSARY BEST ALBUM BPM200 ROCK'N'ROLL SHOW            | yozuca*、佐藤ひろ美、YURIA | 「ガッデーム&ジュテーム」      | PCゲーム『ガッデーム&ジュテーム』主題歌                              |
| 2010年   |                                                                        |                            |                                |                                                                      |
| 5月26日  | PCゲーム「処女はお姉さまに恋してる 2人のエルダー」ボーカルミニアルバム | YURIA                      | 「アンダーハンデッド・ガール」 | PCゲーム『処女はお姉さまに恋してる 2人のエルダー』オープニングテーマ |
| 2018年   |                                                                        | YURIA                      |                                |                                                                      |
| 2月23日  | 処女はお姉さまに恋してる 3つのきら星 Original Sound Track              | YURIA                      | 「Above The Rainbow」          | PCゲーム『処女はお姉さまに恋してる 3つのきら星』オープニングテーマ   |

### キャラクターソング
| 発売日  | 商品名                                      | 歌                | 楽曲             | 備考                                    |
| 2006年  | 2006年                                      | 2006年            | 2006年           | 2006年                                  |
| ------- | ------------------------------------------- | ----------------- | ---------------- | --------------------------------------- |
| 3月24日 | SHUFFLE! ON THE STAGE Character Vocal Album | 時雨亜麻（YURIA） | 「ホントの奇跡」 | ゲーム『SHUFFLE! ON THE STAGE』関連曲   |
| 2007年  |                                             |                   |                  |                                         |
| 4月11日 | SHUFFLE! MEMORIES CHARACTER SONG ALBUM      | 時雨亜麻（YURIA） | 「treasure」     | テレビアニメ『SHUFFLE! MEMORIES』関連曲 |

## 作詞・作曲作品
2003年
- セピアカラーの迷路を抜けて♪（Honey Bee）（作曲）PCゲーム「たまきゅう」オープニング主題歌
- からふるきゃんでぃ（Honey Bee）（作詞、金杉肇と共作）PCゲーム「夏恋 ～karen～」エンディング主題歌

2004年
- 抱きしめて（Honey Bee）（作曲）PCゲーム「ENSEMBLE 〜舞降る羽のアンサンブル〜」オープニング主題歌
- LA♪LA♪BYE（Honey Bee）（作曲）テレビアニメ「超重神グラヴィオンZwei」エンディング主題歌
- soul★mate（Honey Bee）（作詞、作曲）
- CHERRY JAM（作詞、金杉肇と共作）PCゲーム「チェリッシュピザはいかがですか」オープニング主題歌

2005年
- カラフル（作詞、作曲）
- mermaid blue（作詞、作曲）
- BLUE SKY（作詞、作曲、共に金杉肇と共作）PS2ゲーム「Canvas2 ～虹色のスケッチ～」オープニング主題歌

2006年
- Happy Go Lucky Days（作詞、作曲）
- Summer Days（作詞、作曲）
- Dream&Love（作詞、作曲）
- baby kiss（作詞、作曲）
- RIDE ON（Honey Bee）（作詞、作曲）
- 胸きゅんサプリ（Honey Bee）（作曲）PCゲーム「天空のシンフォニア2」オープニング主題歌
- forever（Honey Bee）（作詞、作曲）
- ギター殺人事件（Honey Bee）（作曲）
- ホントの奇跡（時雨亜麻(YURIA)）（作詞、作曲）

2007年
- Look at me（作詞、作曲）
- シャンプーしてあげる（作詞、作曲、編曲）

2009年
- Garnet（作詞、作曲）

### 作詞提供
2010年
- 名護うるま（茅原実里）「流れ星キラリ」
- 秋田小町（中原麻衣）「どこまでも貴方と一緒に」

## タイアップ一覧
| 楽曲                              | タイアップ                                                                       | 時期   |
| --------------------------------- | -------------------------------------------------------------------------------- | ------ |
| リトルフォーティーンズスイング    | PCゲーム『カナリア 〜この想いを歌に乗せて〜』エンディングテーマ                  | 2000年 |
| I LOVE YOU                        | ドリームキャスト『カナリア 〜この想いを歌に乗せて〜』エンディングテーマ          | 2001年 |
| モノクローム                      | PCゲーム『グリーングリーン』エンディングテーマ                                   | 2001年 |
| フルール                          | PCゲーム『グリーングリーン』エンディングテーマ                                   | 2001年 |
| 男の子                            | PCゲーム『グリーングリーン』エンディングテーマ                                   | 2001年 |
| 光速マンボ                        | PCゲーム『フーリガン』エンディングテーマ                                         | 2001年 |
| お願い                            | PCゲーム『426』エンディングテーマ                                                | 2002年 |
| 恋                                | PCゲーム『魔女のお茶会』エンディングテーマ                                       | 2002年 |
| とおせんぼ                        | PCゲーム『魔女のお茶会』エンディングテーマ                                       | 2002年 |
| WISH                              | テレビアニメ『超重神グラヴィオン』エンディングテーマ                             | 2002年 |
| KISS ME                           | テレビアニメ『超重神グラヴィオン』挿入歌                                         | 2002年 |
| 月幻                              | PCゲーム『月の守』オープニングテーマ                                             | 2003年 |
| テンション&ミッション             | PS2ゲーム『グリーングリーン』エンディングテーマ                                  | 2003年 |
| 素敵な夜空                        | PS2ゲーム『グリーングリーン』エンディングテーマ                                  | 2003年 |
| 旅路の果てで捕まえて              | PS2ゲーム『グリーングリーン』エンディングテーマ                                  | 2003年 |
| グリーングリーン                  | PS2ゲーム『グリーングリーン』エンディングテーマ                                  | 2003年 |
| ぷりてぃCANDEAD!のうた            | PCゲーム『ぷりてぃCANDEAD!』オープニングテーマ                                   | 2003年 |
| LOOP                              | PCゲーム『Aquas』エンディングテーマ                                              | 2003年 |
| Breakthrough Your Heart           | PCゲーム『Maple Colors』オープニングテーマ                                       | 2003年 |
| 出会いも別れも                    | PCゲーム『Maple Colors』エンディングテーマ                                       | 2003年 |
| K・I・S・S                        | PCゲーム『Kissing!! ～under the mistletoe～』オープニングテーマ                  | 2003年 |
| 恋人大作戦                        | PCゲーム『White Princess』オープニングテーマ                                     | 2003年 |
| Possibility                       | PCゲーム『シスターコントラスト!』主題歌                                          | 2003年 |
| Mirage Lullaby                    | PCゲーム『SHUFFLE!』オープニングテーマ                                           | 2004年 |
| SCRAMBLE!                         | PCゲーム『SHUFFLE!』エンディングテーマ                                           | 2004年 |
| ぷるるんハート                    | PCゲーム『MOEラブ ～なついろ萌黄寮～』主題歌                                     | 2004年 |
| もしも許されるなら                | PCゲーム『空色の風琴』テーマ曲                                                   | 2004年 |
| 蒼き月に                          | PCゲーム『空色の風琴』テーマ曲                                                   | 2004年 |
| ガッデーム＆ジュテーム            | PCゲーム『ガッデーム＆ジュテーム』オープニングテーマ                             | 2004年 |
| She See Love[a]                   | PCゲーム『メイドさんしぃしー』主題歌                                             | 2004年 |
| プラスチックスマイル(＾＾[b]      | PCゲーム『Canvas2 ～茜色のパレット～』オープニングテーマ                         | 2004年 |
| 記憶                              | PCゲーム『CARNIVAL』エンディングテーマ                                           | 2004年 |
| See You Again                     | PCゲーム『グリーングリーン2 恋のスペシャルサマー』エンディングテーマ             | 2004年 |
| アルバム                          | PCゲーム『グリーングリーン2 恋のスペシャルサマー』エンディングテーマ             | 2004年 |
| 光を求めて[b]                     | PCゲーム『天空のシンフォニア』オープニングテーマ                                 | 2004年 |
| MAH-JONG                          | PCゲーム『麻雀』エンディングテーマ                                               | 2004年 |
| You make my day!                  | PCゲーム『処女はお姉さまに恋してる』オープニングテーマ                           | 2005年 |
| 120円の春                         | PS2ゲーム『120円の春』主題歌                                                     | 2005年 |
| シークレット・ザウルス            | PCゲーム『School Days』エンディングテーマ                                        | 2005年 |
| 君がくれたメロディー              | PCゲーム『グリーングリーン3 ハローグッバイ』エンディングテーマ                   | 2005年 |
| モーニング                        | PCゲーム『グリーングリーン3 ハローグッバイ』エンディングテーマ                   | 2005年 |
| never say goodbye                 | PCゲーム『Tick!Tack!』エンディングテーマ                                         | 2005年 |
| VELVET                            | PCゲーム『てりぶるフューチャー』オープニングテーマ                               | 2005年 |
| たった一つの未来                  | PCゲーム『てりぶるフューチャー』エンディングテーマ                               | 2005年 |
| ORIGINAL!                         | PS2ゲーム『SHUFFLE! ON THE STAGE』オープニングテーマ                             | 2005年 |
| YOU                               | テレビアニメ『SHUFFLE!』オープニングテーマ                                       | 2005年 |
| 君に再び逢えた奇跡                | PCゲーム『ボーイミーツガール』オープニングテーマ                                 | 2006年 |
| Over Drive☆                       | PCゲーム『ボーイミーツガール』イメージソング                                     | 2006年 |
| Ring Dong!                        | PCゲーム『グリーングリーン 鐘ノ音ダイナティック』エンディングテーマ              | 2006年 |
| 棘                                | PCゲーム『Triptych』DVDPG版エンディングテーマ                                    | 2006年 |
| memento                           | PCゲーム『君と恋して結ばれて』DVDPG版エンディングテーマ                          | 2006年 |
| SummerDays                        | PCゲーム『Summer Days』オープニングテーマ                                        | 2006年 |
| 夢の翼                            | PCゲーム『MOON STRIKE』主題歌                                                    | 2006年 |
| Remember memories                 | PCゲーム『Really? Really!』オープニングテーマ                                    | 2006年 |
| Happy Dream                       | PCゲーム『Really? Really!』エンディングテーマ                                    | 2006年 |
| AROUND THE WORLD                  | PCゲーム『エーデルワイス』エンディングテーマ                                     | 2006年 |
| 夏のメロディ                      | PCゲーム『夏めろ』主題歌                                                         | 2007年 |
| ナツメグ ～Precious last summer～ | PCゲーム『ナツメグ』オープニングテーマ                                           | 2007年 |
| LAST SUMMER                       | PCゲーム『ナツメグ』挿入歌                                                       | 2007年 |
| 声が聴こえる～Calling you～       | PCゲーム『レコンキスタ』エンディングテーマ                                       | 2007年 |
| This World is a roulette          | PCゲーム『任侠華乙女』オープニングテーマ                                         | 2007年 |
| ありがとう                        | PCゲーム『MagusTale ～世界樹と恋する魔法使い～』エンディングテーマ               | 2007年 |
| キミノヒトミニウツルキミ          | PCゲーム『X Change Alternative2 ～キミノヒトミニウツルキミ～』エンディングテーマ | 2008年 |
| colorful messeage                 | PS2ゲーム『恋する乙女と守護の楯 -The shield of AIGIS-』エンディングテーマ        | 2008年 |
| 宇宙恋光年                        | PCゲーム『ツンな彼女 デレな彼女』オープニングテーマ                              | 2009年 |
| くるくるチャンネル！              | PS2ゲーム『Sweet HoneyComing』オープニングテーマ                                 | 2009年 |
| Link-age                          | PCゲーム『SHUFFLE! Essence+』オープニングテーマ                                  | 2009年 |
| Summer Again                      | PCゲーム『SHUFFLE! Essence+』エンディングテーマ                                  | 2009年 |
| アンダーハンデッド・ガール        | PCゲーム『処女はお姉さまに恋してる 2人のエルダー』オープニングテーマ             | 2010年 |
| guru∞guru                         | PCゲーム『世界征服彼女』オープニングテーマ                                       | 2010年 |
| CANDY CANDY                       | PCゲーム『World Wide Love! 世界征服彼女ファンディスク』オープニングテーマ        | 2011年 |
| ゼロ                              | PCゲーム『グリーングリーン OVERDRIVE EDITION』エンディングテーマ                 | 2013年 |
| Above The Rainbow                 | PCゲーム『処女はお姉さまに恋してる 3つのきら星』オープニングテーマ               | 2018年 |
| 色めく花、咲き誇る夏へ            | PCゲーム『SHUFFLE! エピソード2 神にも悪魔にも狙われている男』イメージソング      | 2020年 |

- ^a 「YURIA & 新堂真弓」名義。
- ^b 「A BONE feat. YURIA」名義。出演

### テレビアニメ
- SHUFFLE!（2005年 - 2007年、時雨亜麻[1]）- 2シリーズ

### ゲーム
- SHUFFLE! シリーズ（2004年 - 2009年、時雨亜麻）- 3作品[一覧 1]
- Really? Really!（2006年 - 2009年、時雨亜麻[2]）- 2作品[一覧 2]
- 空色の風琴 Remix（2005年、如月颯沙）

### ラジオ
- G.L.S 〜歌姫たちのトライアングルスクランブル〜（FM-FUJI → ラジオ日本）
- MOE MUSIC STATION 萌みゅう（2004年9月24日 - 2006年12月29日）
- アキバチック天国（2004年4月3日 - 12月25日）
- ゆりあれいでぃお（アニ★ロコ・トーク）
- せいやん・YURIAの美少女ゲームは嫌い♥（ラジオ大阪・ラジオ日本：2006年10月8日・2009年10月25日 - 2013年10月26日）

### DVD
- SHUFFLE! LIVE Only for you（2006年2月24日）
- School Days Secret Live DVD（2006年6月23日）
- Live in TOKYO かぶら2008（2008年8月6日）
- Live in TOKYO かぶら2009（2009年10月30日）
- GROOVER暴れ祭り2ND〜死して屍拾う者無し〜

### イベント
- 萌の林間学校

## その他

### コラム
- アキバ系.COM（YURIA COLOR）
- コンプティーク（YURIAのFine Days）

## Cublic
Cublic（キューブリック）は日本のロックユニット。

### メンバー
- 中澤有里子（ボーカル・ギター）

解散後はYURIA名義でソロ活動。
- 酒井治（ボーカル・ギター）

### 概要
1993年11月、男女ツインボーカル＋ツインギターユニットとして日本フォノグラムからシングル「そばにいて」でデビュー。同レーベルからシングル2枚、アルバム1枚をリリースした後、解散。

### タイアップ一覧
| 使用年 | 曲名                                     | タイアップ                                                        |
| ------ | ---------------------------------------- | ----------------------------------------------------------------- |
| 1993年 | KEEPだったのに…                          | フジテレビ系 単発ドラマ『平成!!女の事件簿』テーマソング           |
| 1993年 | そばにいて                               | テレビ朝日系『セイシュンの食卓』エンディングテーマ                |
| 1994年 | そばにいて                               | 朝日放送・テレビ朝日系 火曜ドラマリーグ『お姉さんの朝帰り』挿入歌 |
| 1994年 | そばにいて                               | 小田急 企業CMソング                                               |
| 1994年 | いつだってBROKEN HEARTは突然にやってくる | テレビ東京系『CAR'S Spirits』エンディングテーマ                   |
| 1994年 | Dear My Best Friend                      | 小田急 企業CMソング                                               |
| 1994年 | 深呼吸                                   | 小田急フリーバス CMソング                                         |